# Danielle Simonnet
Pour les articles homonymes, voir Simonnet.
Danielle Simonnet, née le 2 juillet 1971 à Montereau-Fault-Yonne (Seine-et-Marne), est une femme politique française.
Membre du Parti de gauche (PG) et anciennement de La France insoumise (LFI), elle est coordinatrice du PG avec Éric Coquerel de 2015 à 2021. Elle est élue conseillère municipale du 20e arrondissement de Paris en 2001 puis conseillère de Paris de 2008 à 2022. Elle est députée de la 15e circonscription de Paris depuis 2022.

## Parcours politique

### Débuts
Fille d'un couple de sculpteurs engagés dans la préservation du patrimoine historique parisien, Danielle Béatrice Marie Simonnet s’engage contre la loi Devaquet durant son année de première au lycée, puis dans le syndicalisme étudiant et dans le Manifeste contre le Front national au cours de ses années d’études de psychologie à Nanterre, où elle intègre l’Union nationale des étudiants de France – Indépendante et démocratique et participe au mouvement contre le contrat d'insertion professionnelle.[réf. nécessaire]
En 1989, elle rejoint le Parti socialiste (PS), poussée par Jean-Christophe Cambadélis, mais elle se détache de celui-ci au moment de la guerre du Golfe et rejoint le courant Gauche socialiste (GS).
Elle devient par la suite conseillère d’orientation psychologue en Seine-Saint-Denis.
En 2000, elle intègre le cabinet du ministre délégué à l’enseignement professionnel, Jean-Luc Mélenchon.
Présidente de l'association Pour la République sociale à Paris, elle prend position pour le « non » au référendum de 2005 sur la Constitution européenne. En 2006, elle est à l’initiative des premiers parrainages des jeunes lycéens sans papiers.

### Parti de gauche et La France insoumise
Après le congrès de Reims, Danielle Simonnet quitte le Parti socialiste, suivant Jean-Luc Mélenchon pour rejoindre le Parti de gauche (PG), dont elle devient secrétaire nationale, et met en place de nouvelles méthodes de militantisme (criées dans le métro, jeux et spectacles de rues, spectacle seule-en-scène,) pour ce parti.
Elle est candidate pour le Front de gauche sur la liste parisienne lors des élections régionales de 2010 en Île-de-France, puis participe à la campagne de Jean-Luc Mélenchon pour l’élection présidentielle de 2012.
Le 5 juillet 2015, lors de son quatrième congrès, elle est élue coordinatrice du PG avec Éric Coquerel.
En plus du PG, elle adhère à La France insoumise (LFI) lors de sa création par Jean-Luc Mélenchon, en février 2016. Elle devient alors oratrice nationale du parti.
Danielle Simonnet est placée en garde à vue par les autorités turques en juin 2018, avec les autres membres de la délégation du PG venue observer le déroulement des élections générales.
En décembre 2018, Danielle Simonnet assure la mise en place et la direction, du « pôle d’écoute et de vigilance contre les violences sexistes et sexuelles », une structure qui deviendra le comité de suivi contre les violences sexistes et sexuelles de La France insoumise. En 2020, Sarah Legrain prend sa suite à la direction de ce comité.
En mars 2021, elle quitte ses fonctions de co-coordinatrice du Parti de gauche avec Éric Coquerel, tous deux étant remplacés par Hélène Le Cacheux et Jean-Christophe Sellin.

### Élue à Paris

#### Élections
Lors des élections municipales de 2001, elle est élue conseillère du 20e arrondissement de Paris. En 2008, après avoir terminé deuxième à la primaire interne au PS pour la mairie du 20e, elle devient également conseillère de Paris pour cet arrondissement.
En vue des élections municipales de 2014 à Paris, Danielle Simonnet est désignée cheffe de file du Parti de gauche (liste « À Paris, place au peuple ! »), le Parti de gauche appelant à constituer des listes autonomes du PS dans cette ville. À ce titre, elle publie en septembre 2013 un livre présentant ses principales orientations programmatiques pour la ville de Paris. Désormais dans l'opposition contre la majorité sortante conduite par Bertrand Delanoë, elle vote contre le dernier budget de la mandature. Cependant, une partie du Front de gauche, dont le PCF, s’allie dès le premier tour aux listes du PS, tandis que d’autres partagent la position du PG. Lors du premier tour, elle est la seule tête de liste du Front de gauche à dépasser les 10 %, dans le 20e arrondissement. Les autres listes soutenant sa candidature franchissent les 5 % dans sept autres arrondissements. Faute de fusion, elle est la seule à se maintenir et enregistre 13,66 % au second tour, obtenant ainsi trois sièges au conseil d’arrondissement et un siège au Conseil de Paris, où elle siège comme non-inscrite.
En octobre 2018, Danielle Simonnet annonce sa candidature à l'investiture La France insoumise aux élections municipales de 2020 à la mairie de Paris. En mars 2019, elle lance le mouvement « Paris en commun », avec pour projet l'annulation des Jeux olympiques d'été de 2024 prévus dans la capitale. Simonnet est finalement forcée à renoncer au nom « Paris en commun », également utilisé par Anne Hidalgo, et est à l'initiative de l'appel « Décidons nous-mêmes » avec le militant associatif Claudio Pulgar-Pinaud en juillet 2019. En novembre, cet appel devient « Décidons Paris » et Simonnet est désignée avec le soutien de La France insoumise binôme tête de liste avec Vikash Dhorasoo. Dans le cadre de cette campagne, elle publie en janvier 2020 le livre Paris, les moineaux reviendront. Ses listes n'obtiennent que 4,6 % des suffrages exprimés lors du premier tour. Néanmoins, elle parvient à se qualifier pour le second tour dans le 20e arrondissement, recueillant 10,9 % des voix exprimées ; elle est réélue conseillère de Paris à l’issue du second tour avec 12,4 %. Elle reste ainsi la seule élue de son parti au Conseil de Paris,.

#### Exercice de ses mandats
En 2001, Danielle Simonnet devient adjointe au maire du 20e arrondissement, chargée de la jeunesse, de l’accueil à la citoyenneté et des résidents étrangers non-communautaires. À cette fonction, elle lance dans l’arrondissement le premier « conseil de la citoyenneté des habitants non communautaires » paritaire.
Elle se prononce pour la municipalisation de Vélib'. Danielle Simonnet joue également une nouvelle conférence gesticulée, Paris vendu, dans laquelle elle dénonce le fait que selon elle « la finance a chassé de Paris les classes populaires et moyennes »,. En novembre 2019, l'oratrice nationale de La France insoumise prend également position contre la publicité numérique dans les vitrines de la capitale.

### Candidatures législatives
Danielle Simonnet se présente aux élections législatives de 2012 dans la sixième circonscription de Paris, nouvellement créée. Elle recueille 16,3 % des suffrages au premier tour, arrivant en troisième position, derrière le candidat UMP (18,3 %) et Cécile Duflot, secrétaire nationale d’EELV (48,7 %).
Aux élections législatives de 2017, elle est candidate dans la sixième circonscription de Paris pour La France insoumise. Elle est en ballotage au premier tour avec 18,8 % des voix, en 2e position derrière le candidat LREM, Pierre Person (39,4 %) et devant la député sortante, Cécile Duflot (14,7 %). Elle est battue au second tour avec 49 % des voix.
Elle est candidate pour LFI dans la quinzième circonscription de Paris lors de l'élection législative partielle de 2021, provoquée par la démission de la députée socialiste George Pau-Langevin. Au premier tour, elle arrive en deuxième position avec 20,8 % des suffrages exprimés, derrière la candidate PS, Lamia El Aaraje (25,7 %). Au second tour, elle est battue par sa concurrente socialiste, obtenant 43,4 % des voix.
Danielle Simonnet se présente aux élections législatives de 2022 dans la quinzième circonscription de Paris investie par la Nouvelle Union populaire écologique et sociale. Durant la campagne, elle est critiquée pour s'être affichée avec Danièle Obono en compagnie du député britannique Jeremy Corbyn, accusé de complaisance avec l'antisémitisme,. Elle est élue au second tour avec 58,45 % des voix face à la candidate socialiste dissidente Lamia El Aaraje,.
Lors des élections législatives de 2024, LFI refuse l'investiture à cinq « frondeurs » : Danielle Simonnet, Raquel Garrido, Alexis Corbière, Frédéric Mathieu et Hendrik Davi. Le Nouveau Front populaire désigne Céline Verzeletti comme candidate dans la quinzième circonscription de Paris mais Danielle Simonnet, députée sortante, décide de maintenir sa candidature,. Elle est réélue avec 74,19 % des voix au second tour contre la candidate investie par LFI. Elle rejoint le groupe parlementaire Écologiste et Social en 2024,.

## Polémique
À partir de 2003, Danielle Simonnet bénéficie avec son conjoint d'un logement de 83 m2 sous loyer libre appartenant à la régie immobilière de la ville de Paris dans le 20e arrondissement de Paris pour 1 300 € par mois soit, selon Le Parisien, 30 à 40 % en dessous des prix du marché,. Lors de la divulgation publique de cette information en 2017, certains médias et politiques demandent son départ de ce logement. L'intéressée refuse, en rappelant qu'elle ne bénéficie pas d'un « privilège » car ce logement, comme le confirme Libération, ne fait pas partie des habitations à loyer modéré (HLM) et qu'il est attribué sans condition de ressources. Le groupe Action Logement précise que le type de logement occupé par Danielle Simonnet, dit « logement intermédiaire », est attribué « aux personnes dont les revenus sont trop élevés pour pouvoir être éligibles à un logement HLM, mais trop faibles pour se loger dans le parc privé ». Danielle Simonnet affirme de plus qu'elle ne veut pas se loger dans le privé pour ne pas « enrichir un propriétaire privé et participer à la spéculation immobilière ».
Élue députée en juin 2022, elle bénéficie alors d'une indemnité parlementaire de 7 493 euros bruts. En novembre 2022, elle rend le logement sous loyer libre, conformément à l'engagement qu'elle avait pris après les législatives, où il lui avait encore été reproché d'occuper cet appartement. David Belliard, président de la Régie immobilière de la ville de Paris, indique que, légalement, elle n'était pas obligée de quitter ce type de logement, même dans la situation où elle se retrouve désormais, c'est-à-dire avec une augmentation de ses revenus.

## Synthèse des résultats électoraux

### Élections législatives
| Année | Parti        | Parti | Circonscription | 1er tour | 1er tour | 1er tour | 2d tour | 2d tour | 2d tour | Issue  |
| Année | Parti        | Parti | Circonscription | Voix     | %        | Rang     | Voix    | %       | Rang    | Issue  |
| ----- | ------------ | ----- | --------------- | -------- | -------- | -------- | ------- | ------- | ------- | ------ |
| 2012  |              | FG    | 6e de Paris     | 7 068    | 16,29    | 3e       |         |         |         | Battue |
| 2017  |              | LFI   | 6e de Paris     | 8 013    | 18,83    | 2e       | 17 600  | 49,01   | 2e      | Battue |
| 2021  | 15e de Paris | LFI   | 2 437           | 20,90    | 2e       | 5 128    | 43,44   | 2e      | Battue  |        |
| 2022  | 15e de Paris | LFI   | 19 772          | 47,31    | 1re      | 20 897   | 58,45   | 1re     | Élue    |        |
| 2024  | 15e de Paris |       | LFI diss.       | 23 103   | 41,87    | 1re      | 28 858  | 74,19   | 1re     | Élue   |

### Élections municipales
Les résultats ci-dessous concernent uniquement les élections où elle est tête de liste.
| Année | Liste          | Liste | Commune   | 1er tour | 1er tour | 1er tour | 2d tour | 2d tour | 2d tour | Sièges obtenus | Sièges obtenus | Sièges obtenus |
| Année | Liste          | Liste | Commune   | Voix     | %        | Rang     | Voix    | %       | Rang    | CA             | CP             | MGP            |
| ----- | -------------- | ----- | --------- | -------- | -------- | -------- | ------- | ------- | ------- | -------------- | -------------- | -------------- |
| 2014  |                | PG    | Paris 20e | 5 692    | 10,35    | 4e       | 7 732   | 13,66   | 3e      | 2 / 28         | 1 / 14         |                |
| 2014  | Ville de Paris | PG    | 33 607    | 4,94     | 5e       | 7 732    | 1,35    | 3e      | 2 / 364 | 1 / 163        |                |                |
| 2020  |                | LFI   | Paris 20e | 4 835    | 10,86    | 5e       | 4 921   | 12,39   | 3e      | 2 / 28         | 1 / 14         | 0 / 6          |
| 2020  | Ville de Paris | LFI   | 25 371    | 4,57     | 6e       | 4 921    | 1,06    | 5e      | 2 / 340 | 1 / 163        | 0 / 60         |                |

## Ouvrages
- À Paris place au peuple !, Bruno Leprince, coll. « Politique de gauche », 2013, 175 p. (ISBN 978-2-36488-067-2, BNF 43714056)
- Paris, les moineaux reviendront, Au diable vauvert, coll. « Document », 2020, 256 p. (ISBN 1-0307-0336-1)